# Liste guatemaltekischer Wirtschaftsminister
| Ernannt/Amt angetreten | Name                               | Bemerkungen | in der Regierung von               | Posten verlassen |
| ---------------------- | ---------------------------------- | --- | ---------------------------------- | ---------------- |
| 15. März 1945          | Alfonso Bauer Paiz                 | | Juan José Arévalo                  | 15. März 1951    |
| 7. Juli 1954           | Raúl Reina Rosal                   | Militär | Carlos Castillo Armas              | 4. Aug. 1954     |
| 5. Aug. 1954           | Héctor Goicolea Villacorta         | Unternehmer in der Asociación General de Agricultores | Carlos Castillo Armas              | 30. Sep. 1954    |
| 1. Okt. 1954           | Jorge Arenales Catalán             | Techniker im Bereich des Finanzwesens | Carlos Castillo Armas              | 15. Jan. 1956    |
| 16. Jan. 1956          | Salvador Saravia                   | (* 14. Oktober 1908 in Guatemala-Stadt; 1989) Unternehmer in der Asociación General de Agricultores,                                                       | Carlos Castillo Armas              | 7. Jan. 1957     |
| 8. Jan. 1957           | Edgar Alvarado Pinetta             | Mitglied der Unión Nacional de Agricultores (UNAGRO) | Guillermo Flores Avendaño          | 26. Feb. 1958    |
| 27. Feb. 1958          | Augusto Contreras Godoy            | 4. Juli 1970 – 30. Juli 1974: Presidente del Banco de Guatemala                                                                                            | José Miguel Ramón Ydigoras Fuentes | 25. März 1958    |
| 26. März 1958          | José Guirola Leal                  | Unternehmer in der Asociación General de Agricultores | José Miguel Ramón Ydigoras Fuentes | 30. Dez. 1959    |
| 31. Dez. 1959          | Eduardo Rodríguez Genis            | Landwirt | José Miguel Ramón Ydigoras Fuentes | 5. Apr. 1960     |
| 6. Apr. 1960           | Julio Prado García Salas           | Unternehmer im Bereich der Landwirtschaft | José Miguel Ramón Ydigoras Fuentes | 7. Dez. 1960     |
| 8. Dez. 1960           | Salvador Toledo Morán              | | José Miguel Ramón Ydigoras Fuentes | 26. März 1961    |
| 27. Apr. 1961          | Joaquín Prieto Barrios             | Unternehmer im Bereich der Landwirtschaft | José Miguel Ramón Ydigoras Fuentes | 26. Apr. 1962    |
| 27. Apr. 1962          | Oscar Meneses Alvarez              | Militär | José Miguel Ramón Ydigoras Fuentes | 21. Mai 1962     |
| 22. Mai 1962           | Jorge Lucas Caballeros Mazariegos  | Militär | José Miguel Ramón Ydigoras Fuentes | 15. Jan. 1963    |
| 16. Jan. 1963          | Raúl Reina Rosal                   | Militär | Alfredo Enrique Peralta Azurdia    | 31. März 1963    |
| 1. Apr. 1963           | Enrique Peralta Méndez             | Industrietechniker | Alfredo Enrique Peralta Azurdia    | 30. Juni 1966    |
| 1. Juli 1966           | Isidro Lémus Dimas                 | landwirtschaftlicher Techniker | Julio César Méndez Montenegro      | 8. März 1967     |
| 9. März 1967           | Roberto Barillas Izaguirre         | | Julio César Méndez Montenegro      | 29. Feb. 1968    |
| 1. März 1968           | José Luis Bouscayrol Sarti         | Unternehmer in der Asociación General de Agricultores, | Julio César Méndez Montenegro      | 30. Juni 1970    |
| 1. Juli 1970           | Gustavo Mirón Porras               | Finanztechniker | Carlos Arana Osorio                | 28. Juli 1971    |
| 29. Juli 1971          | Carlos Molina Mencos               | Finanzindustrietechniker | Carlos Arana Osorio                | 30. Juni 1974    |
| 1. Juli 1974           | Eduardo Palomo Escobar             | Finanzwesen | Kjell Eugenio Laugerud García      | 1. Aug. 1976     |
| 2. Aug. 1976           | Antonio Guirola Batres             | Mitglied der Cámara de Comercio de Guatemala | Kjell Eugenio Laugerud García      | 1. Mai 1977      |
| 2. Mai 1977            | Ramiro Ponce Monroy                | | Kjell Eugenio Laugerud García      | 30. Juni 1978    |
| 1. Juli 1978           | Valentín Solórzano Fernández       | Unternehmer im Bereich der Landwirtschaft | Kjell Eugenio Laugerud García      | 24. März 1982    |
| 25. März 1982          | Julio Pablo Matheu Duchez          | Mitglied der Cámara de Industria de Guatemala | Efraín Ríos Montt                  | 30. Apr. 1983    |
| 1. Mai 1983            | Arturo Padilla Lira                | Unternehmer im Bereich der Landwirtschaft | Óscar Humberto Mejía Víctores      | 30. Apr. 1983    |
| 2. Nov. 1983           | Leonel Hernández Cardona           | | Óscar Humberto Mejía Víctores      | 22. Apr. 1985    |
| 23. Apr. 1985          | Ariel Rivera Irías                 | | Óscar Humberto Mejía Víctores      | 30. Sep. 1985    |
| 1. Okt. 1985           | Reinaldo Daniel Ariola Galindo     | | Óscar Humberto Mejía Víctores      | 13. Jan. 1986    |
| 14. Jan. 1986          | Lizardo A. Sosa López              | | Marco Vinicio Cerezo Arévalo       | 15. Aug. 1988    |
| 16. Aug. 1988          | Oscar Humberto Pineda Robles       | | Marco Vinicio Cerezo Arévalo       | 1. Okt. 1990     |
| 2. Okt. 1990           | José Antonio Blanco Gómez          | | Marco Vinicio Cerezo Arévalo       | 13. Jan. 1991    |
| 14. Jan. 1991          | Richardo Aiteknhead Castillo       | | Jorge Antonio Serrano Elias        | 10. Apr. 1991    |
| 11. Apr. 1991          | Juan Luis Mirón Aguilar            | Handelsunternehmer | Jorge Antonio Serrano Elias        | 1993             |
| Aug. 1999              | José Guillermo Castillo Villacorta | 26. März 2004 – 13. März 2008: Botschafter in Washington, D.C.                                                                                             | Otto Pérez Molina                  | 14. Jan. 2000    |
| 2001                   | Marco Antonio Ventura Mejía        | | Otto Pérez Molina                  |                  |
| 2002                   | Oscar Erasmo Velásquez Rivera      | | Otto Pérez Molina                  | 18. März 2008    |
| 2006                   | Luis Óscar Estrada Burgos          | | Otto Pérez Molina                  |                  |
| Jan. 2008              | José Carlos García Macal           | | Otto Pérez Molina                  | Jan. 2008        |
| Mai 2008               | Rómulo Caballeros Otero            | | Otto Pérez Molina                  |                  |
| März 2009              | Ruben Morales Monroy               | | Otto Pérez Molina                  |                  |
| 23. Juni 2010          | Érick Coyoy Echeverría             | | Otto Pérez Molina                  |                  |
| 11. Mai 2011           | Luis Antonio Velásquez Quiroa      | [ 3 ] | Otto Pérez Molina                  |                  |
| 14. Jan. 2012          | Sergio De La Torre Gimeno          | (* 8. Februar 1936 in Guatemala-Stadt) 2004–2005: Stellvertretender und 2005–2007: Vorsitzender der Geschäftsführung der Cámara de Industria de Guatemala. | Otto Pérez Molina                  |                  |